# Liste der Biografien/Tes
Liste der Biografien |
Portal Biografien |
Personensuche
# |
A |
B |
C |
D |
E |
F |
G |
H |
I |
J |
K |
L |
M |
N |
O |
P |
Q |
R |
S |
T |
U |
V |
W |
X |
Y |
Z |
?
 
Ta |
Tc |
Te |
Tf |
Tg |
Th |
Ti |
Tj |
Tk |
Tl |
Tm |
To |
Tq |
Tr |
Ts |
Tu |
Tv |
Tw |
Tx |
Ty |
Tz
 
Tea |
Teb |
Tec |
Ted |
Tee |
Tef |
Teg |
Teh |
Tei |
Tej |
Tek |
Tel |
Tem |
Ten |
Teo |
Tep |
Teq |
Ter |
Tes |
Tet |
Teu |
Tev |
Tew |
Tex |
Tey |
Tez
Die Liste der Biografien führt alle Personen auf, die in der deutschsprachigen Wikipedia einen Artikel haben. Dieses ist eine Teilliste mit 330 Einträgen von Personen, deren Namen mit den Buchstaben „Tes“ beginnt.

## Tes

### Tesa
- Tesáček, Lubomír (1957–2011), tschechischer Langstreckenläufer
- Tesánek, Jan (1728–1788), böhmischer Jesuit, Physiker, Astronom und Mathematiker
- Tešanović, Gorana (* 1977), bosnische Leichtathletin
- Tesár, Arpád (1919–1989), slowakischer Bauingenieur
- Tesar, Barbara (* 1982), österreichische Triathletin
- Tesar, Heinz (1939–2024), österreichischer Architekt, Künstler und Literat
- Tesař, Jan (* 1990), tschechischer Sprinter
- Tesar, Johann (1895–1988), österreichischer Politiker (CSP, ÖVP), Mitglied des Bundesrates
- Tesař, Josef (1927–2007), tschechoslowakischer Volleyballspieler
- Tesař, Karel (* 1931), tschechischer Komponist
- Tesař, Lubor (* 1971), tschechischer Radrennfahrer
- Tesar, Mitzi (1907–1983), österreichische Operettensängerin und Schauspielerin bei Bühne und Fernsehen
- Tesar, Ottokar (1881–1965), österreichisch-deutscher Rechtswissenschaftler und Hochschullehrer
- Tesař, Pavel (* 1967), tschechoslowakischer Radrennfahrer
- Tesarek, Anton (1896–1977), österreichischer Pädagoge und Gründer der sozialdemokratische Jugendorganisation Rote Falken
- Tesarek, Paul (* 1956), österreichischer Fernsehmoderator und -redakteur
- Tesarik, Franz (1912–1943), österreichischer Schneidergehilfe und Widerstandskämpfer gegen den Nationalsozialismus
- Tesarik, Richard (* 1985), australischer Eishockeyspieler
- Tesařík, Štěpán (* 1978), tschechischer Sprinter
- Tesarz, Jonas (* 1979), deutscher Arzt, Facharzt für Innere Medizin
- Tesauro dei Beccheria († 1258), siebzehnter Generalabt der Vallombrosaner
- Tesauro, Emanuele (1592–1675), italienischer Rhetoriker, Schriftsteller, Historiker und Dramatiker
- Tesauro, Giuseppe (1942–2021), italienischer Verfassungsrichter

### Tesc
- Tescari, Fabrizio (* 1969), italienischer Skirennläufer
- Tescelin de Fontaine, burgundischer Adliger, Vater des heiligen Bernhard von Clairvaux
- Tesch, Birte (* 1976), deutsche Handballspielerin
- Tesch, Bruno (1890–1946), deutscher Chemiker, Unternehmer und Kriegsverbrecher (Zyklon B-Produzent)Bruno Tesch (1890–1946)

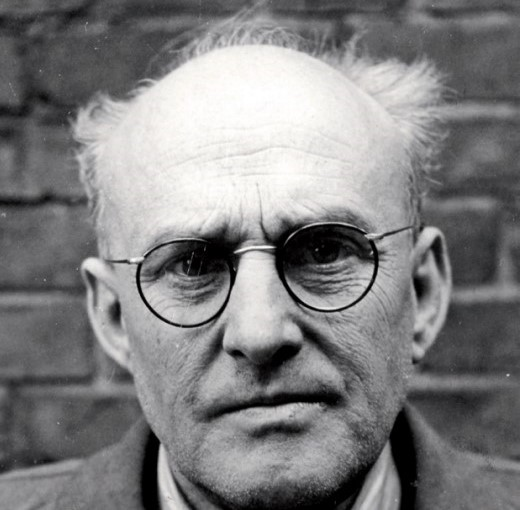
Bruno Tesch (1890–1946)

- Tesch, Bruno (1913–1933), deutscher Antifaschist
- Tesch, Cornelia, deutsche Eiskunstläuferin
- Tesch, Erich (1902–1967), deutscher Rentner, Todesopfer an der innerdeutschen Grenze
- Tesch, Felicitas (* 1958), deutsche Politikerin (SPD), MdA
- Tesch, Gottlieb (1849–1912), deutscher Maurermeister und Bauunternehmer in Berlin
- Tesch, Günther (1907–1989), deutscher SS-Offizier im Lebensborn e.V. und Angeklagter in den Nürnberger Nachfolgeprozessen
- Tesch, Hans (1918–1980), deutscher Lehrer und Schriftsteller
- Tesch, Hans (* 1955), österreichischer Journalist und Autor
- Tesch, Henry (* 1962), deutscher Bildungspolitiker (CDU)
- Tesch, Johanna (1875–1945), deutsche Politikerin (SPD), MdR
- Tesch, Karl-Heinz (1930–1997), deutscher Journalist und Hörfunkmoderator
- Tesch, Liesl (* 1969), australische Seglerin, Politikerin und Rollstuhlsportlerin
- Tesch, Marcus (* 1975), österreichischer Choreograph, Tänzer, Musicaldarsteller und Lehrer
- Tesch, Oliver (* 1984), deutscher Handballspieler
- Tesch, Silke (* 1958), deutsche Politikerin (SPD), MdL
- Tesch, Udo (1933–2016), deutscher Kommunalpolitiker der SPD
- Tesch, Victor (1812–1892), luxemburgisch-belgischer Politiker, Verleger und Direktor der Burbacher Hütte
- Tesch, Willi (* 1969), deutscher Eishockeyspieler
- Teschauer, Rudolf (* 1921), deutscher Maurer und Mitglied der Volkskammer der DDR
- Tesche, Christoph (* 1962), deutscher Politiker (CDU), Bürgermeister von Recklinghausen
- Tesche, Georg (1901–1989), deutscher Politiker (NSDAP), MdR
- Tesche, Joachim (* 1978), deutscher Badmintonspieler
- Tesche, Joelle (* 1978), deutsche Triathletin
- Tesche, Robert (* 1987), deutscher FußballspielerRobert Tesche (* 1987)

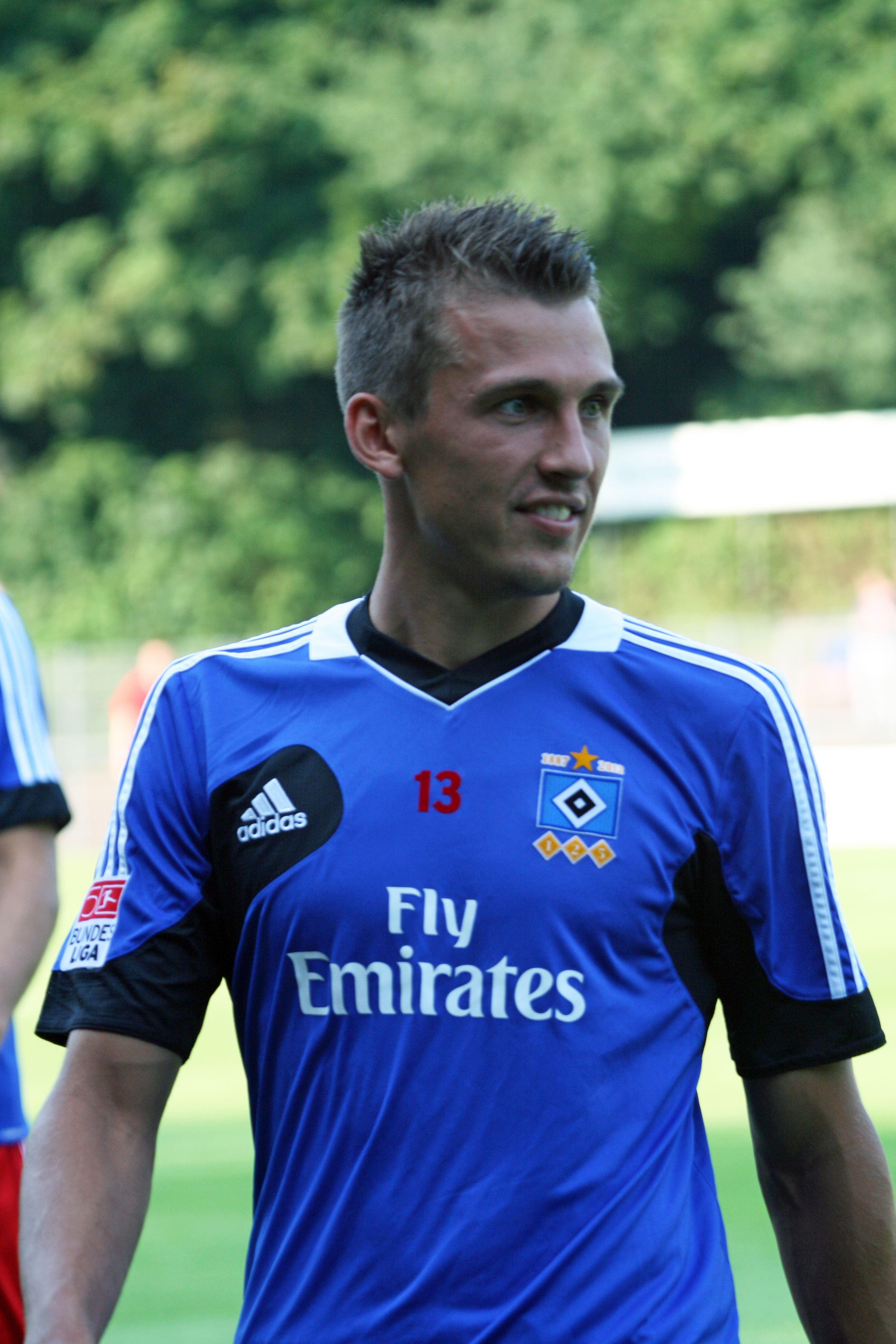
Robert Tesche (* 1987)

- Tesche, Sigurd (1940–2020), deutscher Dokumentarfilmer
- Tesche, Tassilo (* 1973), deutscher Szenograph und Autor
- Tesche, Thomas (* 1978), deutscher Badmintonspieler
- Tesche, Walter (1797–1848), deutscher Schriftsteller
- Tesche-Mentzen, Antje (* 1943), deutsche Malerin und Bildhauerin
- Teschemacher, Edward (1876–1940), englischer Songtexter und Übersetzer
- Teschemacher, Frank (1906–1932), US-amerikanischer Jazz-Musiker und Klarinettist
- Teschemacher, Gerhard Werner (1666–1740), Bürgermeister von Elberfeld
- Teschemacher, Hans (1884–1959), deutscher Finanzwissenschaftler und Hochschullehrer
- Teschemacher, Jacob Engelbert (1711–1782), deutscher Orgelbauer
- Teschemacher, Kaspar († 1727), Bürgermeister von Elberfeld
- Teschemacher, Margarete (1903–1959), deutsche Opernsängerin (Sopran)
- Teschenberg, Ernst Maximilian von (1836–1886), österreichischer Journalist, Beamter und Politiker
- Teschenberg, Hermann von (1866–1911), österreichischer Jurist und Übersetzer
- Teschendorff, Emil (1833–1894), deutscher Maler
- Teschendorff, Victor (1877–1960), deutscher Unternehmer, Gärtner Rosenzüchter und Kommunalpolitiker
- Teschenmacher, Werner (1590–1638), deutscher Annalist, Humanist und reformierter Theologe
- Teschke, Benno (* 1967), Senior Lecturer für Theorien Internationaler Beziehungen an der University of Sussex
- Teschke, Holger (* 1958), deutscher Autor
- Teschke, Jana (* 1990), deutsche Hockeyspielerin
- Teschke, Lothar (* 1936), deutscher Mathematiker
- Teschl, Alfred (1924–2024), österreichischer Politiker (SPÖ), Abgeordneter zum Nationalrat
- Teschl, Christiane (* 1973), österreichische Politikerin (ÖVP)Christiane Teschl (* 1973)

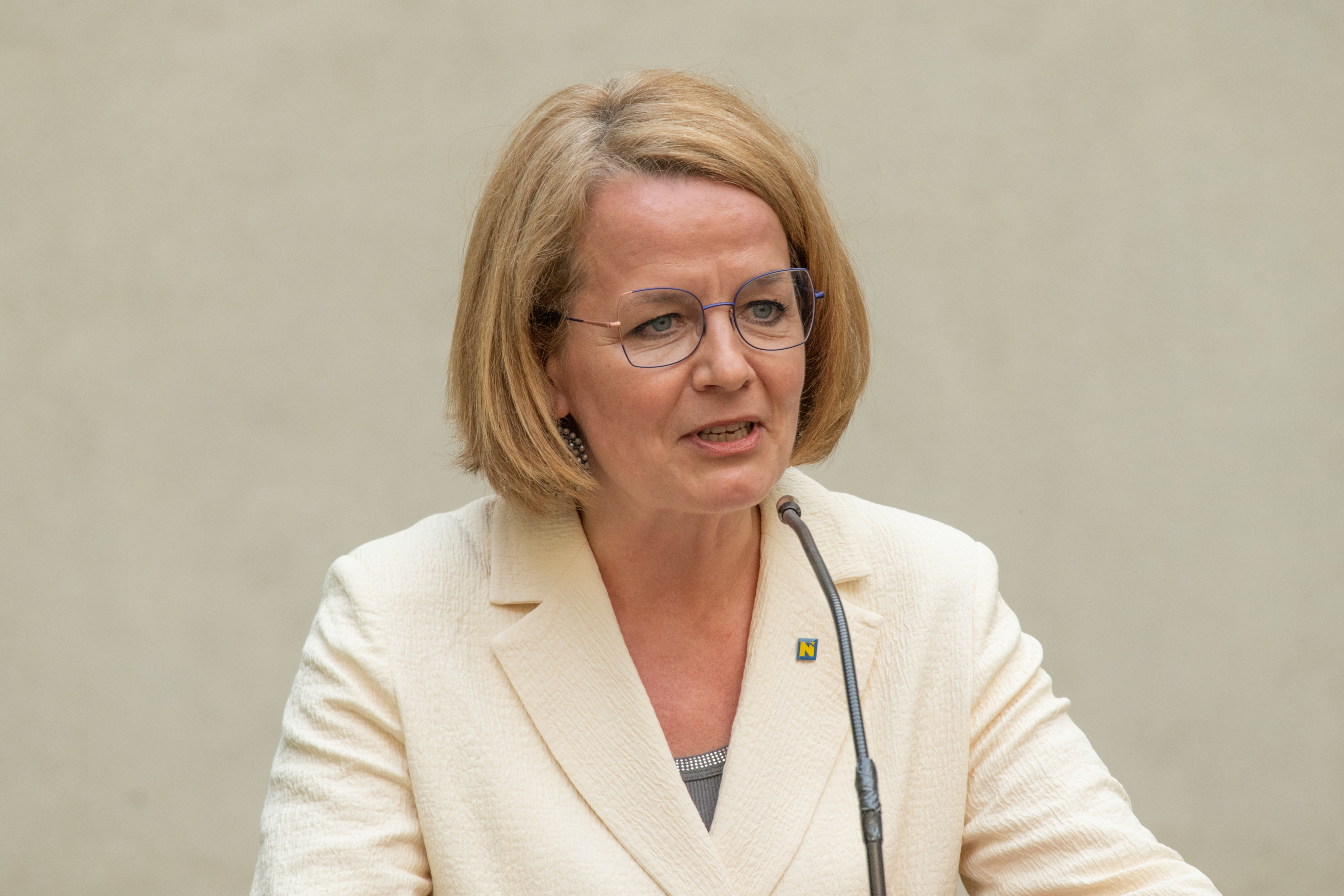
Christiane Teschl (* 1973)

- Teschl, Gerald (* 1970), österreichischer Mathematiker
- Teschl, Michael (* 1971), dänischer Sänger und Schriftsteller
- Teschl, Susanne (* 1971), österreichische Mathematikerin
- Teschlade, Lena (* 1988), deutsche Politikerin (SPD), MdL NRW
- Teschler, Cölestin (1681–1718), Bibliothekar des Klosters St. Gallen
- Teschler, Fred (1926–1997), deutscher Opernsänger (Bass)
- Teschler, Niklas († 1485), Kaufmann, Ratsherr und Bürgermeister von Wien
- Teschler-Nicola, Maria (* 1950), österreichische Anthropologin
- Teschner, Ernst (1874–1946), deutsch-tschechoslowakischer Politiker der deutschen Minderheit
- Teschner, Georg (1888–1978), deutscher Generalmajor im Zweiten Weltkrieg
- Teschner, Gustav Wilhelm (1800–1883), deutscher Komponist
- Teschner, Hubert (1894–1969), deutscher Politiker (Zentrum, CDU), MdL, MdR
- Teschner, Johann Friedrich (1829–1898), niedersorbischer Pfarrer, Autor und Publizist
- Teschner, Lutz (1945–2020), deutscher Schauspieler
- Teschner, Manfred (1928–2019), deutscher Soziologe und Hochschullehrer
- Teschner, Maximilian (1901–1984), deutscher Politiker (GB), MdL
- Teschner, Melchior (1584–1635), deutscher Kirchenmusiker, Komponist und Theologe
- Teschner, Otto (1869–1948), deutscher Generalleutnant im Zweiten Weltkrieg
- Teschner, Peter, US-amerikanischer Filmeditor
- Teschner, Richard (1879–1948), österreichischer KünstlerRichard Teschner (1879–1948)

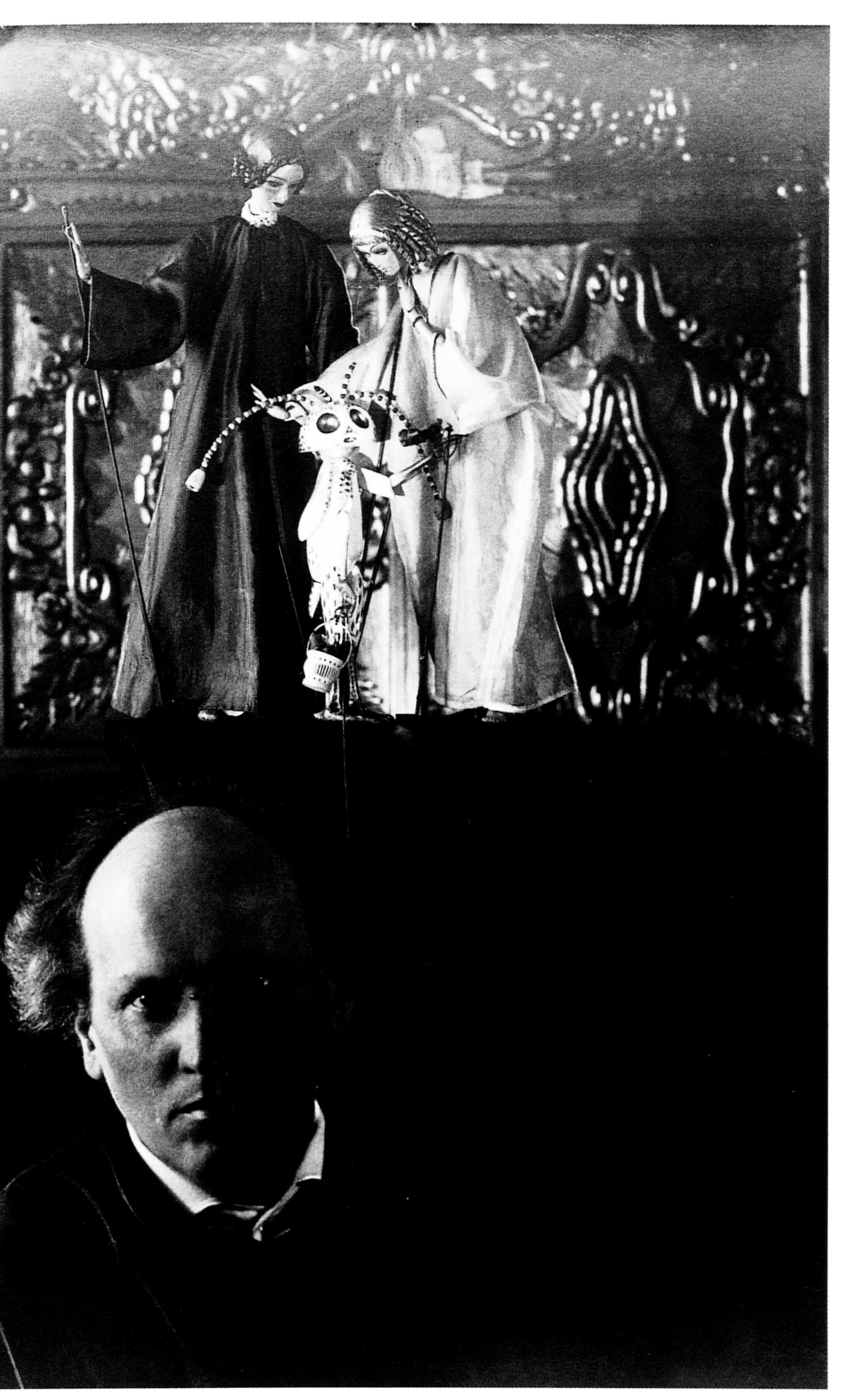
Richard Teschner (1879–1948)

- Teschner, Rudolf (1922–2006), deutscher Schachspieler
- Teschner, Tobias (* 1980), deutscher Schauspieler
- Teschner, Ulrich (1939–2018), deutscher Schauspieler, Regisseur und Drehbuchautor
- Teschner, Uve (* 1973), deutscher Hörspiel- und Hörbuchsprecher
- Teschuk, Erin (* 1994), kanadische Hindernisläuferin
- Tesconi, Luca (* 1982), italienischer Sportschütze

### Tesd
- Tesdale, Thomas (1547–1610), englischer Mälzer, Unternehmer und Mäzen
- Tesdorpf, Adolph (1811–1887), Hamburger Senator und Kaufmann
- Tesdorpf, Burkhard (* 1962), deutscher Vielseitigkeitsreiter
- Tesdorpf, Ebba (1851–1920), deutsche Zeichnerin
- Tesdorpf, Ernesto (1865–1913), deutscher Lithograf, Fotograf, Porträtmaler und Kunstverleger
- Tesdorpf, Gustav Theodor (1851–1933), deutscher Jurist und Politiker, MdHB
- Tesdorpf, Johann Matthaeus (1749–1824), Bürgermeister in Lübeck
- Tesdorpf, Louise (1835–1919), deutsche Schriftstellerin
- Tesdorpf, Ludwig (1856–1905), deutscher Mechaniker, Ingenieur und Unternehmer
- Tesdorpf, Oscar Louis (1854–1933), deutscher Hausmakler und Autor
- Tesdorpf, Paul Hermann (1858–1936), deutscher Psychiater und Schriftsteller
- Tesdorpf, Peter Hinrich (1648–1723), deutscher Fernhandelskaufmann und Bürgermeister der Hansestadt Lübeck
- Tesdorpf, Peter Hinrich (1712–1778), deutscher Kaufmann und Naturforscher
- Tesdorpf, Peter Hinrich (1751–1832), deutscher Kaufmann und Bürgermeister in Lübeck
- Tesdorpf-Edens, Ilse (1892–1966), deutsche Malerin
- Tesdorpf-Sickenberger, Therese (1853–1926), deutsche Pädagogin und Schriftstellerin

### Tese
- Tesei, Tonino (* 1961), italienischer Komponist
- Tešević, Dubravko (* 1981), österreichischer Fußballspieler

### Tesf
- Tesfagiorghis, Berhe (* 1975), eritreischer Fußballschiedsrichterassistent
- Tesfagiorgis, Paulos, eritreischer Menschenrechtsaktivist
- Tesfai, Azie (* 1992), US-amerikanische Schauspielerin
- Tesfai, Hadnet (* 1979), äthiopisch-deutsche Hörfunk- und FernsehmoderatorinHadnet Tesfai (* 1979)

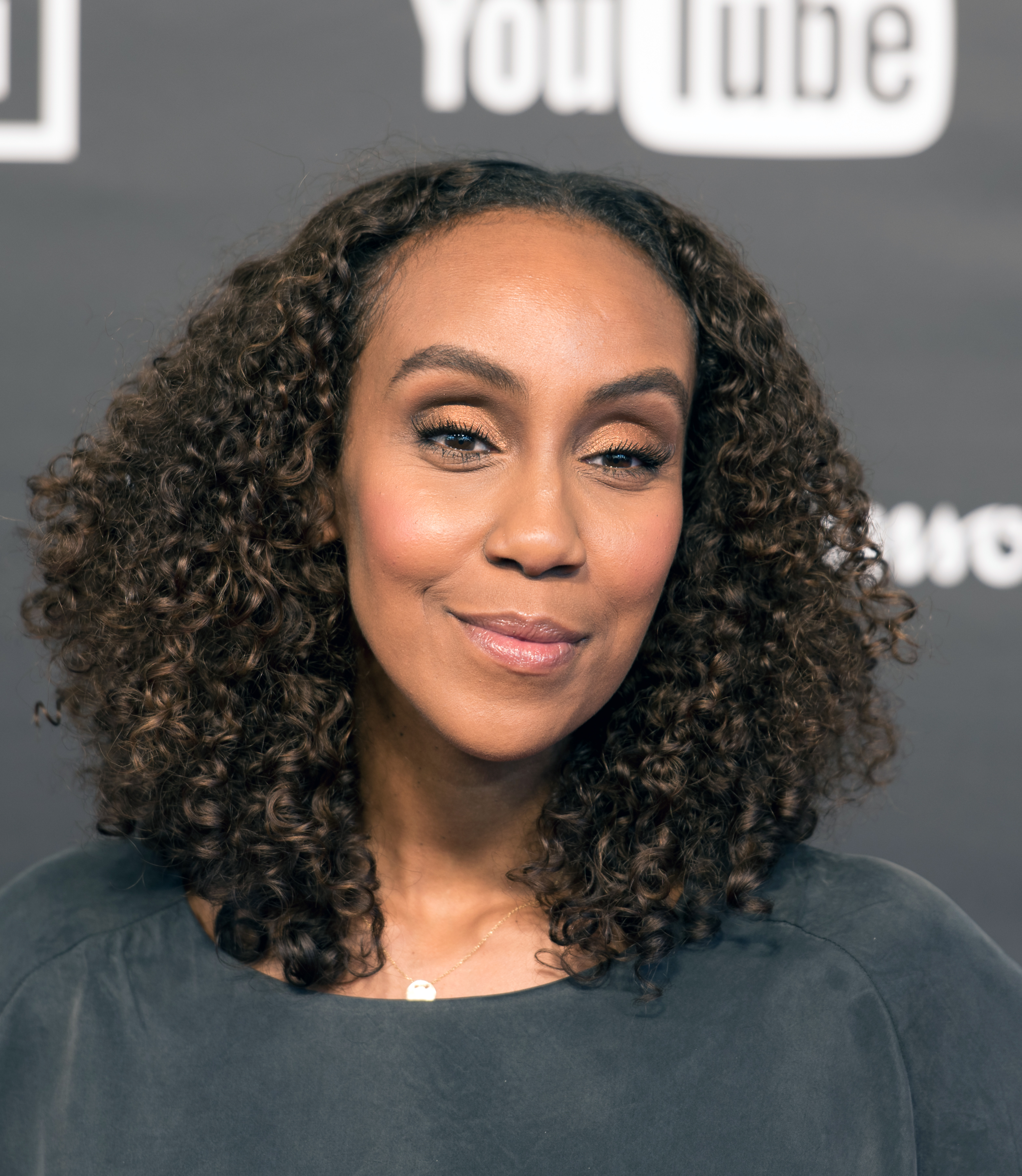
Hadnet Tesfai (* 1979)

- Tesfaiesus, Awet (* 1974), deutsche Politikerin (Bündnis 90/Die Grünen)
- Tesfaldet, Johannes (* 1980), deutscher Basketballspieler
- Tesfamariam, Menghisteab (* 1948), eritreischer Geistlicher, Erzbischof von Asmara und Metropolit von Eritrea
- Tesfatsion, Natnael (* 1999), eritreischer Radrennfahrer
- Tesfay, Berhane (* 1987), eritreischer Marathonläufer
- Tesfay, Eskindir (* 1976), deutscher Schauspieler, Kampfkünstler und Filmproduzent
- Tesfay, Fotyen (* 1998), äthiopische Langstreckenläuferin
- Tesfay, Henok (* 2000), eritreischer Marathonläufer
- Tesfay, Simon (* 1985), eritreisch-schweizerischer Langstreckenläufer
- Tesfaye Tadesse (* 1969), äthiopischer Ordensgeistlicher, Weihbischof in Addis Abeba
- Tesfaye, Aster (* 1990), bahrainische Langstreckenläuferin kenianischer Herkunft
- Tesfaye, Dereje (* 1985), äthiopischer Langstreckenläufer
- Tesfaye, Derese (* 2001), äthiopischer Hürdenläufer
- Tesfaye, Haftamnesh (* 1994), äthiopische Langstreckenläuferin
- Tesfaye, Homiyu (* 1993), deutsch-äthiopischer Mittelstreckenläufer
- Tesfaye, Mattias (* 1981), dänischer sozialdemokratischer Politiker
- Tesfaye, Mesfen (* 1935), äthiopischer Radrennfahrer
- Tesfu, Dolshi (* 1999), eritreische Langstreckenläuferin
- Tesfu, Tarik (* 1985), deutscher ModeratorTarik Tesfu (* 1985)

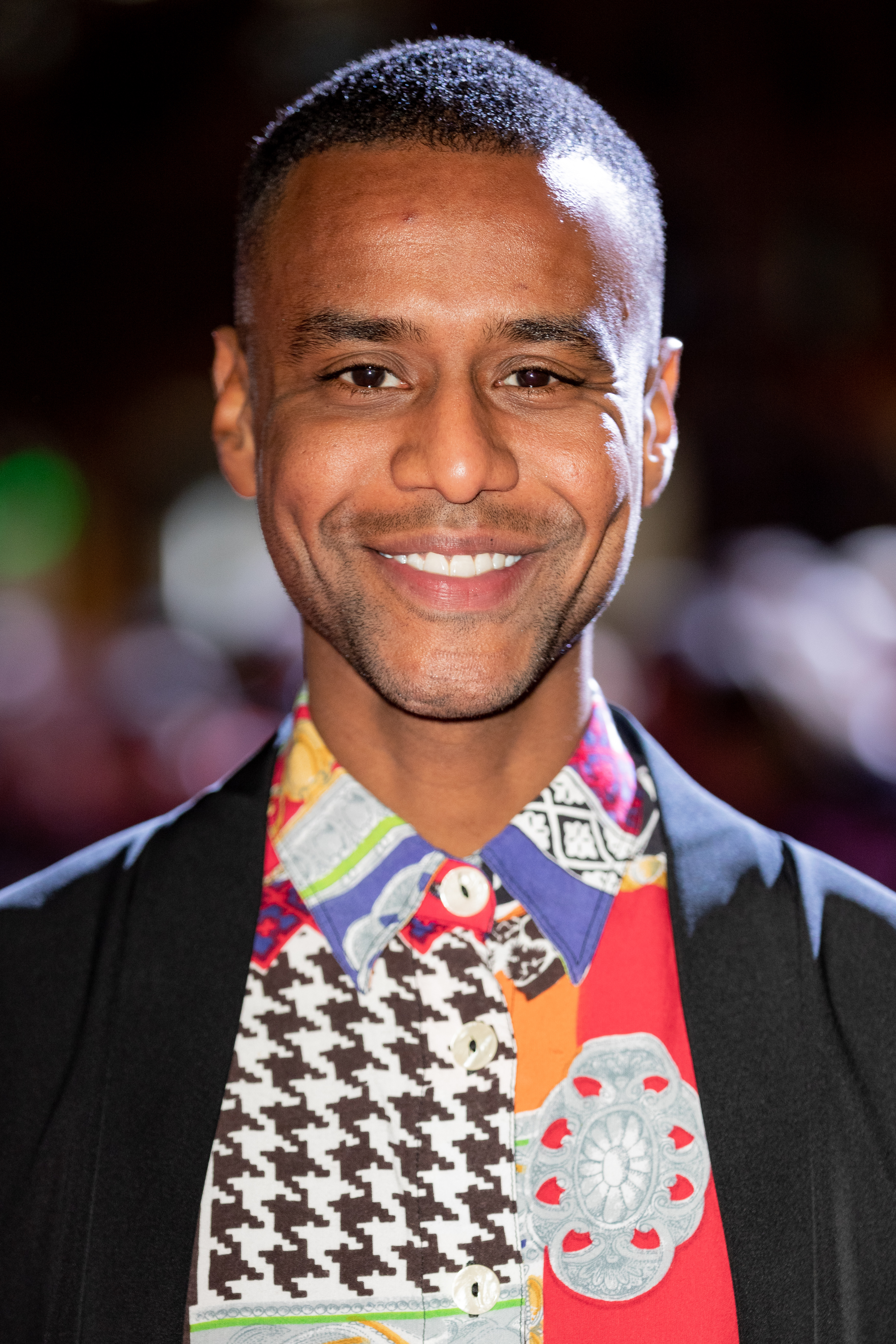
Tarik Tesfu (* 1985)

### Tesh
- Teshigahara, Hiroshi (1927–2001), japanischer Filmregisseur
- Teshigahara, Sōfū (1900–1979), japanischer Maler und Ikebana-Lehrer
- Teshima, Fusatarō (1889–1979), japanischer Offizier, Generalleutnant der Kaiserlich-Japanischen Armee
- Teshima, Kazuki (* 1979), japanischer Fußballspieler
- Teshima, Masahiro (* 1958), japanischer Astroteilchenphysiker
- Teshima, Shirō (1907–1982), japanischer Fußballspieler
- Teshima, Toan (1718–1786), japanischer Gelehrter
- Teshima, Toshimitsu (* 1942), japanischer Radrennfahrer
- Teshima, Yūkei (1901–1987), japanischer Maler und Kalligraf
- Teshirogi, Naomi (* 1980), japanische Fußballschiedsrichterassistentin
- Teshome, Meron (* 1992), eritreischer Radsportler

### Tesi
- Tesi, Luciano (* 1931), italienischer Astronom
- Tesi, Vittoria (1701–1775), italienische Opernsängerin, Alt
- Tesich, Steve (1942–1996), serbischer Schriftsteller und Drehbuchautor in den USA

### Tesk
- Teska, Karoline (* 1988), deutsche SchauspielerinKaroline Teska (* 1988)

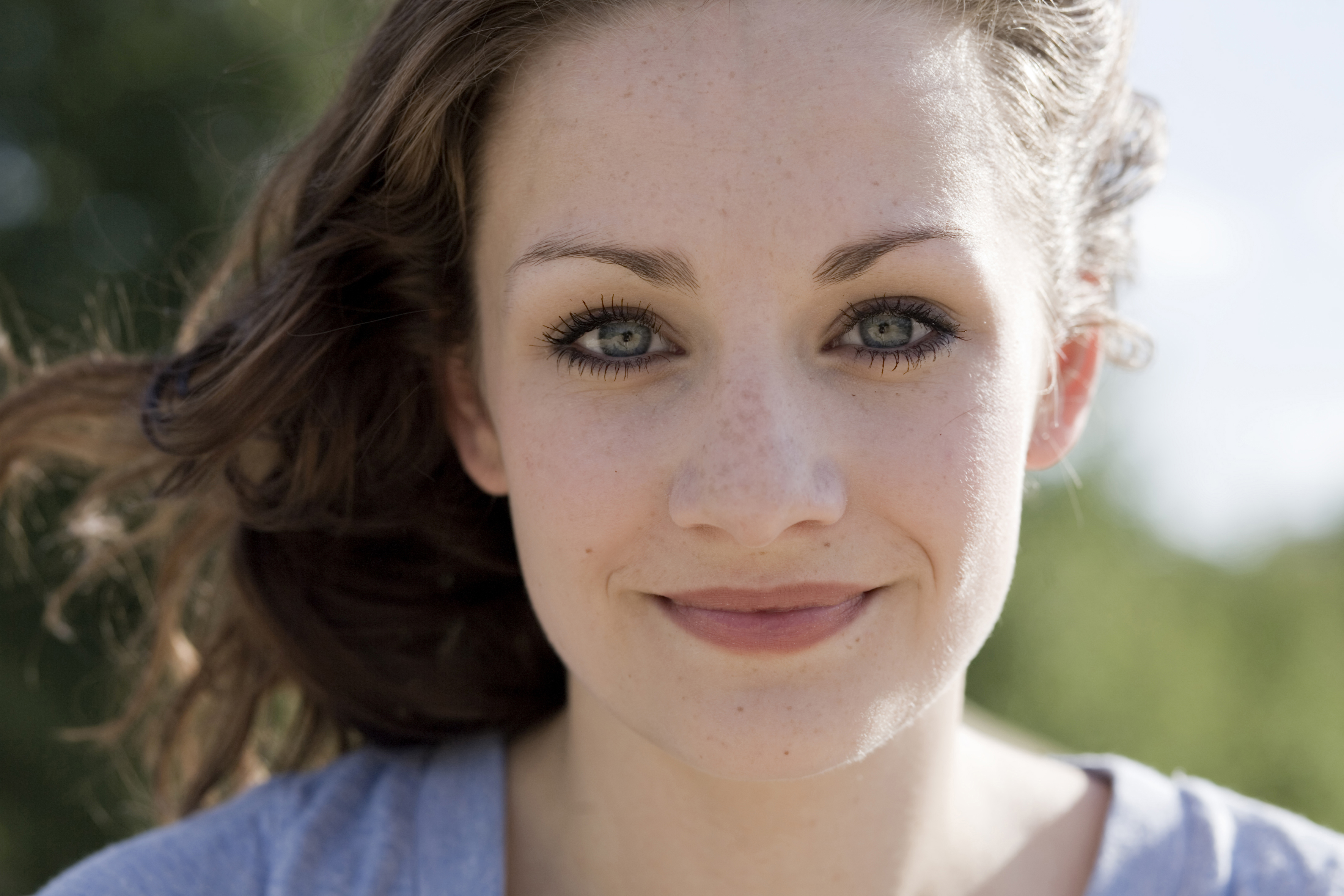
Karoline Teska (* 1988)

- Teska, Peer-Uwe (* 1955), deutscher Film- und Theaterschauspieler
- Teska, Roger (* 1985), US-amerikanischer Pokerspieler
- Teske, Benjamin (* 1983), deutscher Regisseur und Drehbuchautor
- Teske, Carl (1859–1894), deutscher Heraldiker
- Teske, Charlotte (* 1949), deutsche Langstreckenläuferin
- Teske, Edmund (1911–1996), US-amerikanischer Fotograf
- Teske, Günter (* 1933), deutscher Radrennfahrer, Sportjournalist und Schriftsteller
- Teske, Hans (1902–1945), deutscher Germanist und Hochschullehrer
- Teske, Henrik (* 1968), deutscher Schachmeister
- Teske, Hermann (1902–1983), deutscher Offizier, Archivar und Sachbuchautor
- Teske, Johann Gottfried (1704–1772), deutscher Physiker
- Teske, Josephine (* 1986), deutsche evangelische Pastorin und Angehörige des Rates der EKD
- Teske, Knut (* 1942), deutscher Journalist und Autor
- Teske, Robert (* 1990), deutscher Politiker (AfD)
- Teske, Werner (1942–1981), deutscher Geheimdienstler, Hauptmann des MfS und letztes Opfer der Todesstrafe in Deutschland

### Tesl
- Tesla, Aleksandar (* 1973), deutscher Schauspieler
- Tesla, Nikola (1856–1943), Erfinder und Elektro-IngenieurNikola Tesla (1856–1943)

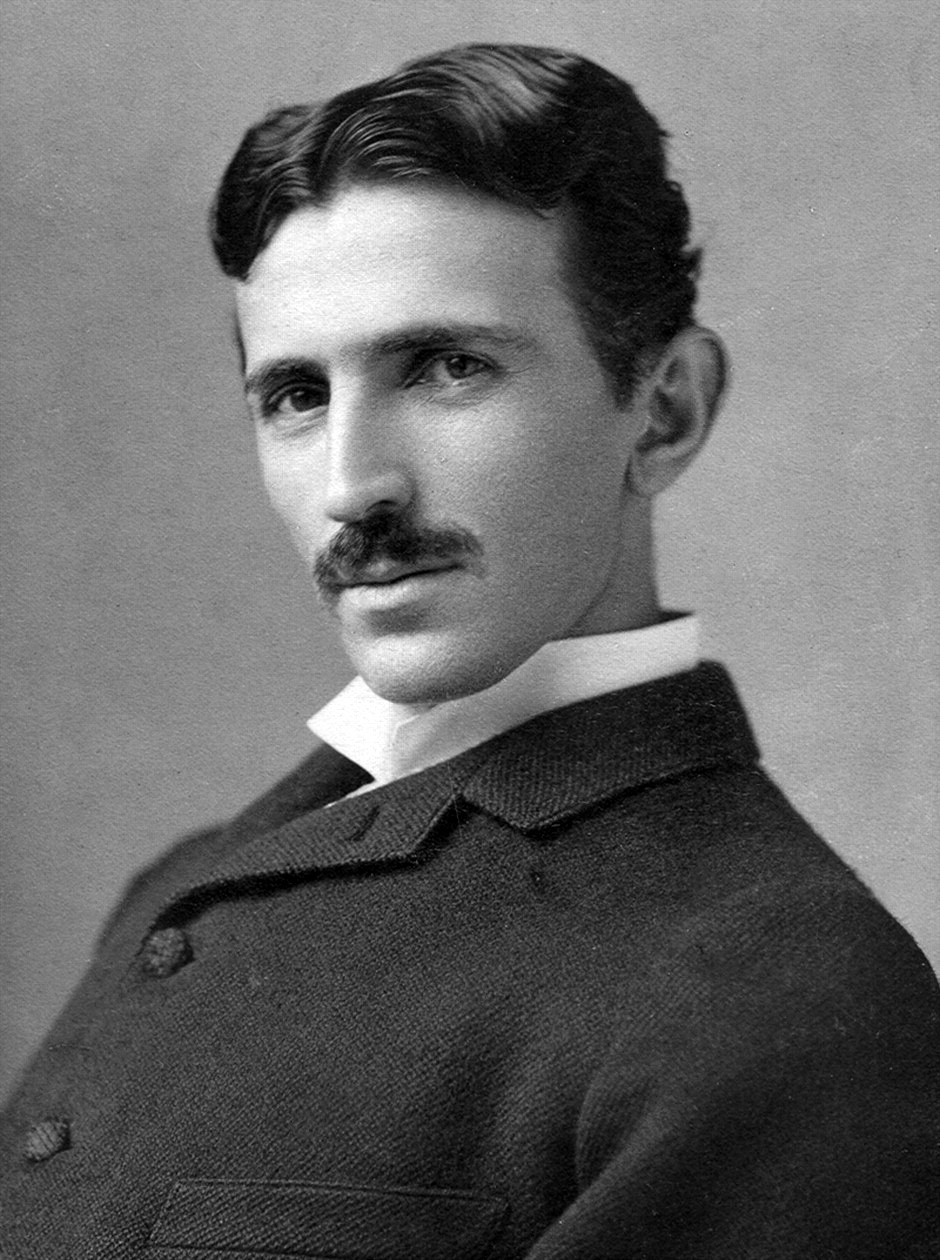
Nikola Tesla (1856–1943)

- Teslar, Antoni (1898–1972), polnischer Maler
- Teslenko, Danylo (* 1987), ukrainischer E-Sportler
- Teslenko, Jegor Igorewitsch (* 2001), russischer Fußballspieler
- Tesler, Artem (* 1988), ukrainischer Straßenradrennfahrer
- Tesler, Larry (1945–2020), US-amerikanischer Informatiker

### Tesm
- Tesmann, Rudolf (1910–2005), deutscher SS-Obersturmbannführer; Mitglied des Wirtschaftsrats der CDU
- Tesmar, Johannes (1643–1693), deutscher Rechtswissenschaftler und Hochschullehrer
- Tesmar, Ruth (* 1951), deutsche Künstlerin und Hochschullehrerin
- Tesmer, Hans-Joachim (1901–1993), deutscher Polizeibeamter, SS-Führer

### Tesn
- Tesnière, Lucien (1893–1954), französischer Linguist; Begründer der Dependenzgrammatik
- Tesnière, Philippe (1955–1987), französischer Radsportler
- Těsnohlídek, Rudolf (1882–1928), tschechischer Publizist, Prosaschriftsteller, Dichter und Übersetzer

### Teso
- Tesone, Ace (1930–2020), US-amerikanischer Jazzmusiker (Kontrabass)
- Tesori, Jeanine (* 1961), US-amerikanische Komponistin und Arrangeurin
- Tesoro, Ashley (* 1983), US-amerikanische Schauspielerin
- Tesoro, Laura (* 1996), belgische SängerinLaura Tesoro (* 1996)

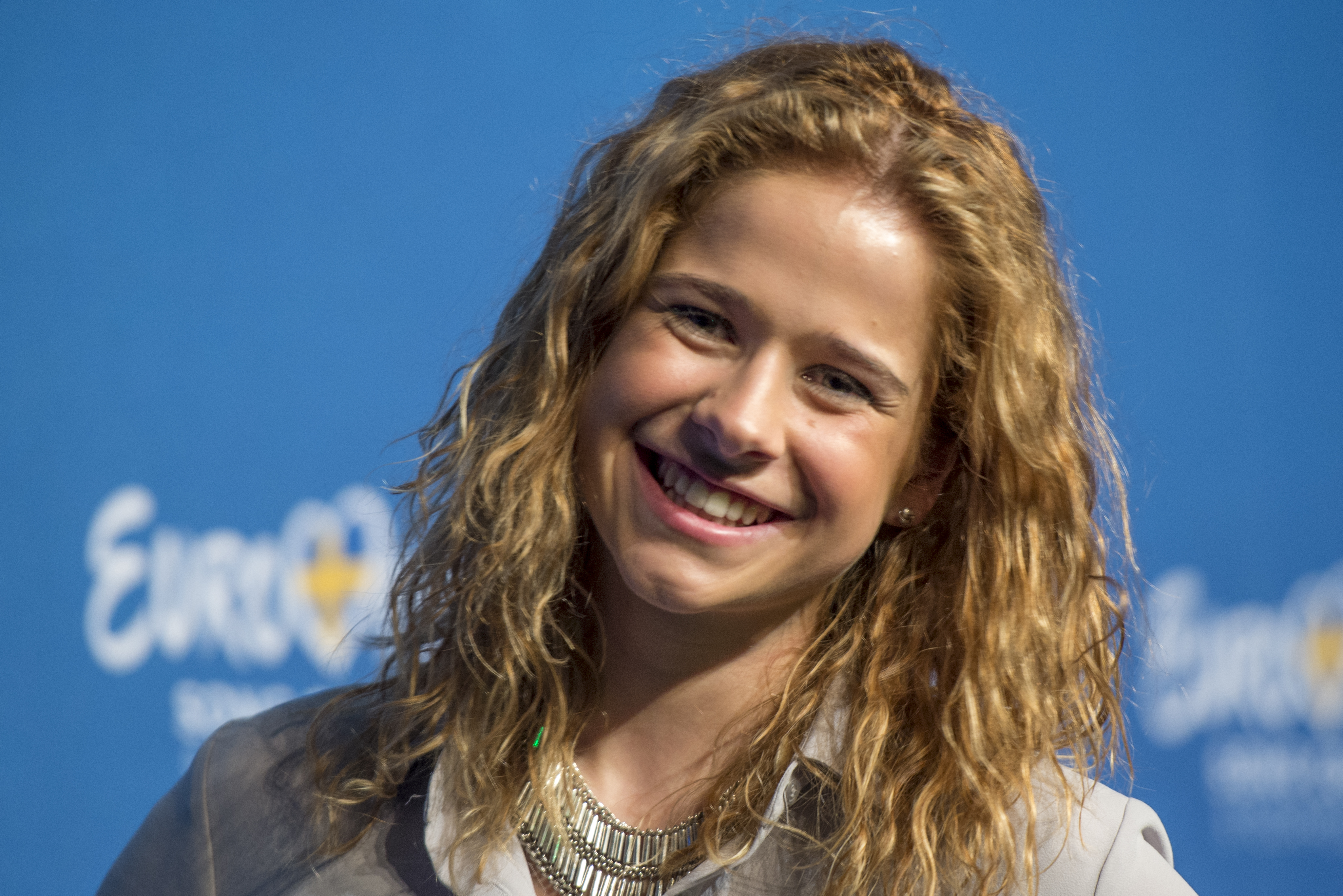
Laura Tesoro (* 1996)

- Tesoro, Michelle, US-amerikanische Filmeditorin
- Tešovič, Martin (* 1974), slowakischer Gewichtheber und Bobfahrer

### Tesr
- Tesreau, Krista (* 1964), US-amerikanische Schauspielerin

### Tess
- Tess, Tatjana (1906–1983), sowjetische Journalistin und Schriftstellerin
- Tessa, Tombokoye († 1990), nigrischer Sänger
- Tessari, Duccio (1926–1994), italienischer Filmregisseur
- Tessari, Guido (1957–2011), italienischer Eishockeyspieler
- Tessarini, Carlo, italienischer Violinist und Komponist
- Tessarollo, Adriano (* 1946), italienischer Geistlicher, römisch-katholischer Bischof von Chioggia
- Tessé, René de Froulay de († 1725), Marschall von Frankreich, Diplomat und zuletzt Kamaldulenser
- Tesselaar, Jeff (* 2003), niederländischer Leichtathlet
- Tesselaar, Jeroen (* 1989), niederländischer Fußballspieler
- Tesselaar, Piet (* 1945), niederländischer Radrennfahrer
- Tessema Weyesa, Bamlak (* 1980), äthiopischer Fußballschiedsrichter
- Tessema, Amousse (* 1931), äthiopischer Radrennfahrer
- Tessema, Ydnekachew (1921–1987), äthiopischer Fußballspieler, -trainer und -funktionär
- Tessen, Karl (1900–1965), deutscher Politiker (SPD, SED) und Gewerkschafter
- Tessen, Robert (1915–2002), österreichischer Schauspieler und Hörspielsprecher
- Tessen-Wesierski, Franz von (1869–1947), deutscher römisch-katholischer Theologe und Priester
- Tessendorf, Hermann (1831–1895), Oberreichsanwalt
- Tessenow, Heinrich (1876–1950), deutscher Architekt und HochschullehrerHeinrich Tessenow (1876–1950)

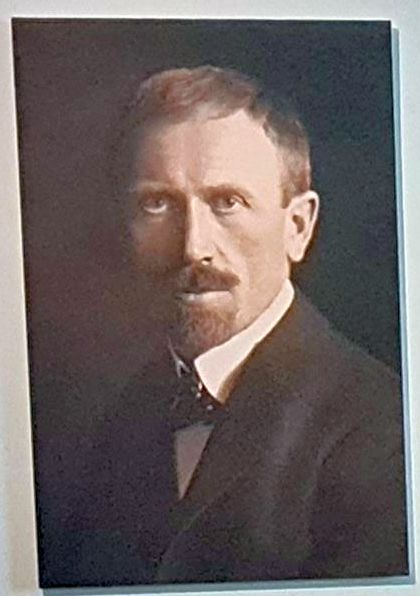
Heinrich Tessenow (1876–1950)

- Tessenow, Sebastian (* 1985), deutscher Schauspieler
- Tesser, Attilio (* 1958), italienischer Fußballspieler und -trainer
- Tesser, Neil (* 1951), US-amerikanischer Jazzjournalist und -autor
- Tesserant, Claude de († 1572), französischer Schriftsteller
- Tesseraux, Dominik (* 1966), deutscher Industriedesigner
- Tesseraux, Ernst (1900–1967), deutscher SS-Führer
- Tesshū, Tokusai († 1366), früher japanischer Tuschmaler
- Tessier, Auguste (1853–1938), kanadischer Politiker, Präsident der Nationalversammlung von Québec
- Tessier, Henri-Alexandre (1741–1837), französischer Mediziner und Agronom
- Tessier, Jules (1852–1934), kanadischer Politiker, Präsident der Nationalversammlung von Québec, Bundessenator
- Tessier, Kelsey (* 1990), kanadischer Eishockeyspieler und -trainer
- Tessier, Laurent (1927–2012), kanadischer Radrennfahrer
- Tessier, Marie-Rose (* 1910), französische Supercentenarian
- Tessier, Micheline (1932–2006), kanadische Opernsängerin (Sopran) und Gesangspädagogin
- Tessier, Orval (1933–2022), kanadischer Eishockeyspieler
- Tessier, Robert (1934–1990), US-amerikanischer Schauspieler und Stuntman
- Tessier, Roger (* 1939), französischer Komponist
- Tessier, Valentine (1892–1981), französische Schauspielerin
- Tessier-Lavigne, Marc (* 1959), frankokanadischer Neurowissenschaftler, elfter Präsident der Stanford-UniversitätMarc Tessier-Lavigne (* 1959)

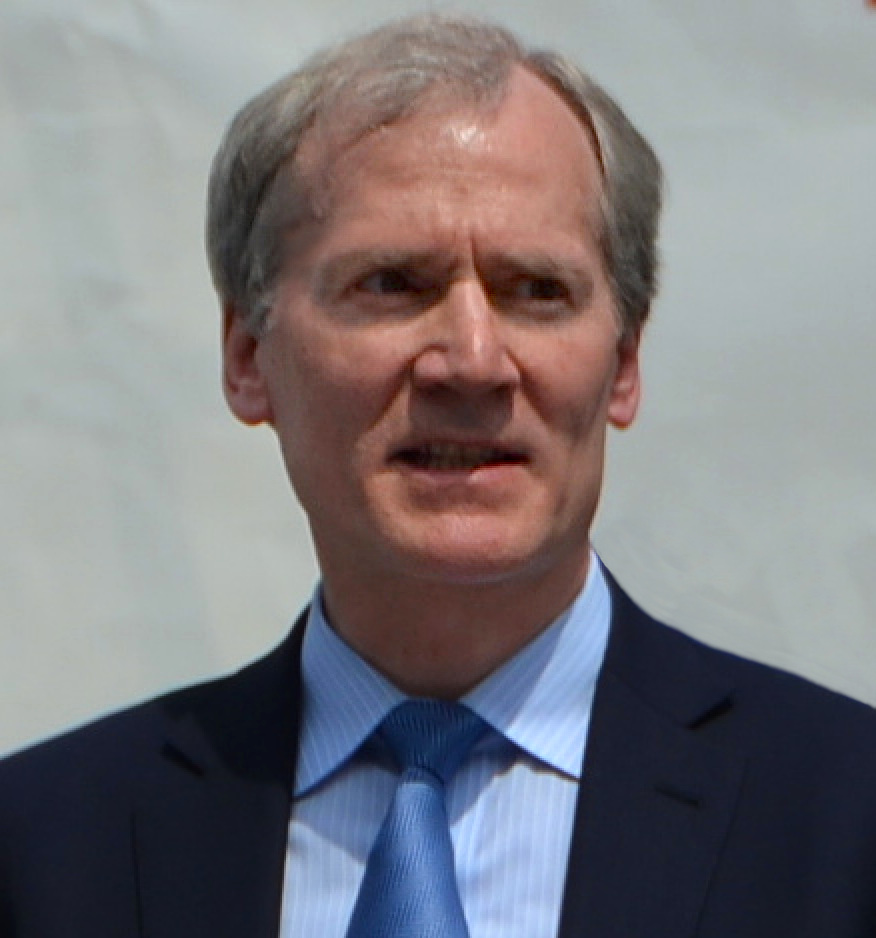
Marc Tessier-Lavigne (* 1959)

- Tessières, Gauthier de (* 1981), französischer Skirennläufer
- Tessimond, Arthur Seymour John (1902–1962), englischer Dichter
- Tessin, Carl Gustaf (1695–1770), schwedischer Politiker und Reichsrat sowie Präsident der Staatskanzlei
- Tessin, Christian Wilhelm von (1781–1846), deutscher Rittergutsbesitzer
- Tessin, Georg (1899–1985), deutscher Militärhistoriker und Archivar
- Tessin, Nicodemus der Ältere (1615–1681), schwedischer Architekt, Stadtarchitekt und Hofarchitekt
- Tessin, Nicodemus der Jüngere (1654–1728), schwedischer Architekt und königlicher Rat
- Tessin, Ulla (1711–1768), schwedische Hofdame, Oberhofmeisterin und Gräfin
- Tessing, Georg von († 1541), Bischof von Seckau
- Tessitore, Fulvio (* 1937), italienischer Philosoph, Historiker und Politiker
- Tessitore, Giovanni (1929–2006), italienischer Maler
- Tessitori, Tiziano (1895–1973), italienischer Politiker
- Tessler, Amir (* 2005), israelischer Schauspieler
- Tessloff, Ernst (1888–1973), deutscher Verleger und Politiker (SPD), MdHB
- Tessloff, Florian (* 1978), deutscher Komponist, Orchestrator und Arrangeur
- Tessloff, Ragnar (1921–2009), deutscher Verleger und Gründer des Tessloff Verlages
- Tessmacher, Miss (* 1984), US-amerikanische Wrestlerin und ModelMiss Tessmacher (* 1984)

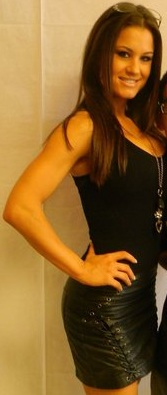
Miss Tessmacher (* 1984)

- Tessmann, Bernhard (1912–1998), deutsch-US-amerikanischer Raketenexperte
- Tessmann, Boris (* 1959), deutscher Schauspieler, Hörspielsprecher, Synchronsprecher, Synchronautor und Synchronregisseur
- Teßmann, Daniel Joachim Christian (1803–1886), deutscher Jurist und Bürgermeister von Greifswald
- Teßmann, Friedrich (1884–1958), Südtiroler Jurist, Heimatforscher, Politiker und Büchersammler
- Tessmann, Gundolf (1954–2023), deutscher Rechtsanwalt und Geschäftsführer
- Tessmann, Günther (1884–1969), deutscher Forschungsreisender, Botaniker und Ethnologe
- Tessmann, Kurt (* 1909), deutscher Maler und Kinderbuch-Illustrator
- Tessmann, Tanner (* 2001), US-amerikanischer Fußballspieler
- Teßmann, Tim (* 1989), deutscher Politiker (CDU), MdL
- Tessmann, Tobias (* 1991), deutscher Basketballspieler
- Tessmann, Willi (1908–1948), deutscher Polizist und Kommandant des Polizeigefängnisses Hamburg-Fuhlsbüttel
- Tessmar-Raible, Kristin (* 1977), Biologin
- Teßmer, Friedmar (1940–2010), deutscher Brigadegeneral
- Teßmer, Gerd (* 1945), deutscher Politiker (SPD), MdL
- Tessmer, Heinrich (1943–2012), deutscher Maler und Grafiker
- Teßmer, Linda (1923–1998), deutsche Krimi- und Hörspielautorin
- Tessmer, Norbert (* 1953), deutscher Kommunalpolitiker (SPD)
- Teßmer, Richard (* 1941), deutscher Elektroingenieur und Hochschullehrer
- Tessner, Hans-Joachim (* 1944), deutscher Unternehmer
- Tessnow, Gregor (1969–2021), deutscher Schriftsteller
- Tessnow, Ludwig (1872–1939), deutscher Sexualmörder
- Tesson, Jason (* 1998), französischer Radrennfahrer
- Tesson, Sylvain (* 1972), französischer ReiseschriftstellerSylvain Tesson (* 1972)

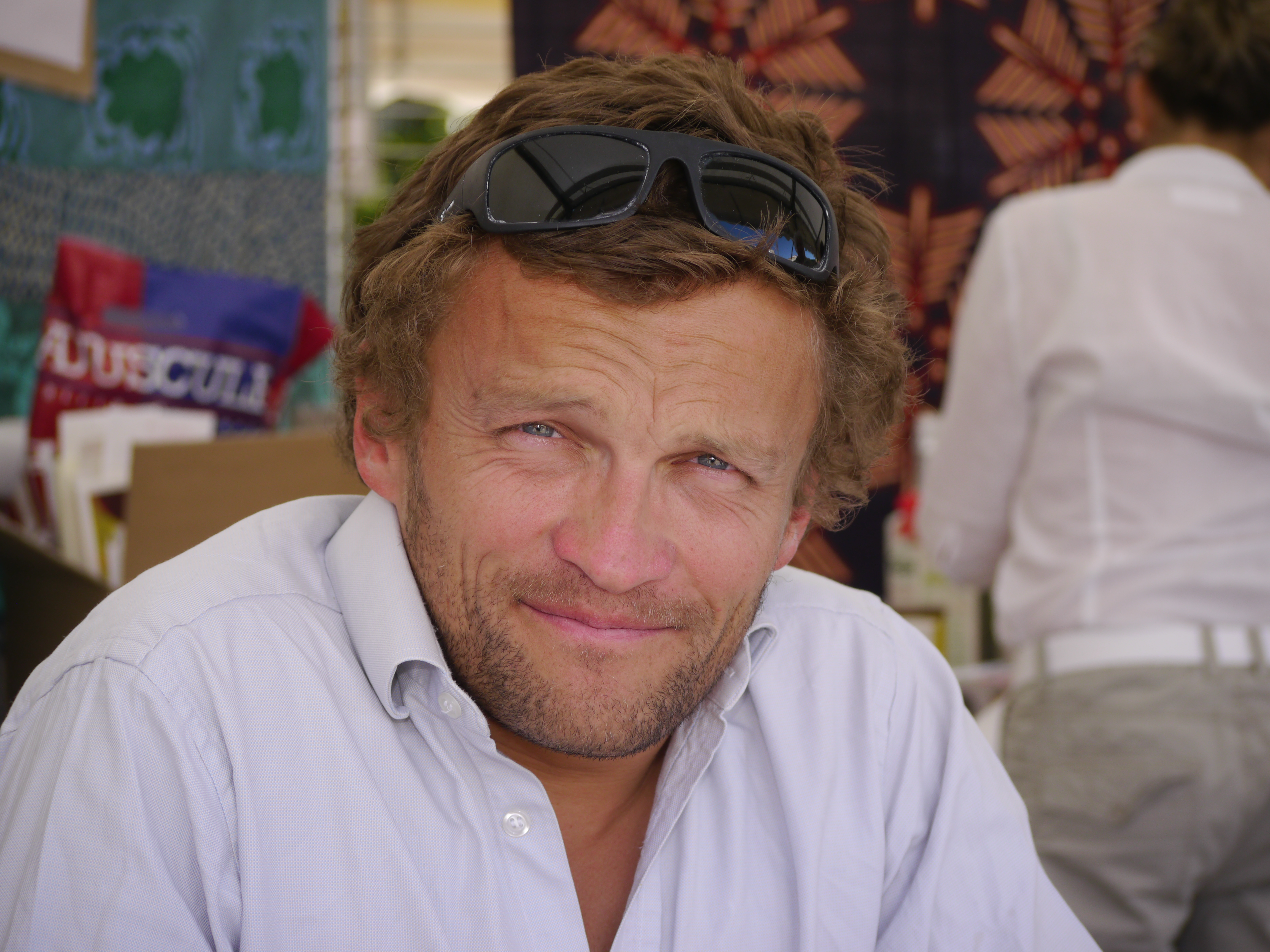
Sylvain Tesson (* 1972)

### Test
- Test (1975–2009), kanadischer Wrestler
- Test, Billy (* 1989), amerikanischer Jazzmusiker (Piano, Komposition, Arrangement)
- Test, John (1771–1849), US-amerikanischer Politiker
- Testa, Alberto (1927–2009), italienischer Komponist, Sänger und Liedtexter
- Testa, Augusto (* 1950), italienischer Astronom
- Testa, Bartholomäus von (1723–1809), österreichischer Dolmetscher und Diplomat
- Testa, Carl (* 1984), US-amerikanischer Jazzmusiker
- Testa, Daniel (* 1997), maltesischer Sänger, Songwriter und Moderator
- Testa, Emanuele (1923–2011), italienischer römisch-katholischer Ordensgeistlicher, Bibelwissenschaftler, Biblischer und Christlicher Archäologe
- Testa, Franco (1938–2025), italienischer Bahnradsportler
- Testa, Giacomo (1909–1962), italienischer Geistlicher, römisch-katholischer Erzbischof und Diplomat des Heiligen Stuhls
- Testa, Gianmaria (1958–2016), italienischer LiedermacherGianmaria Testa (1958–2016)

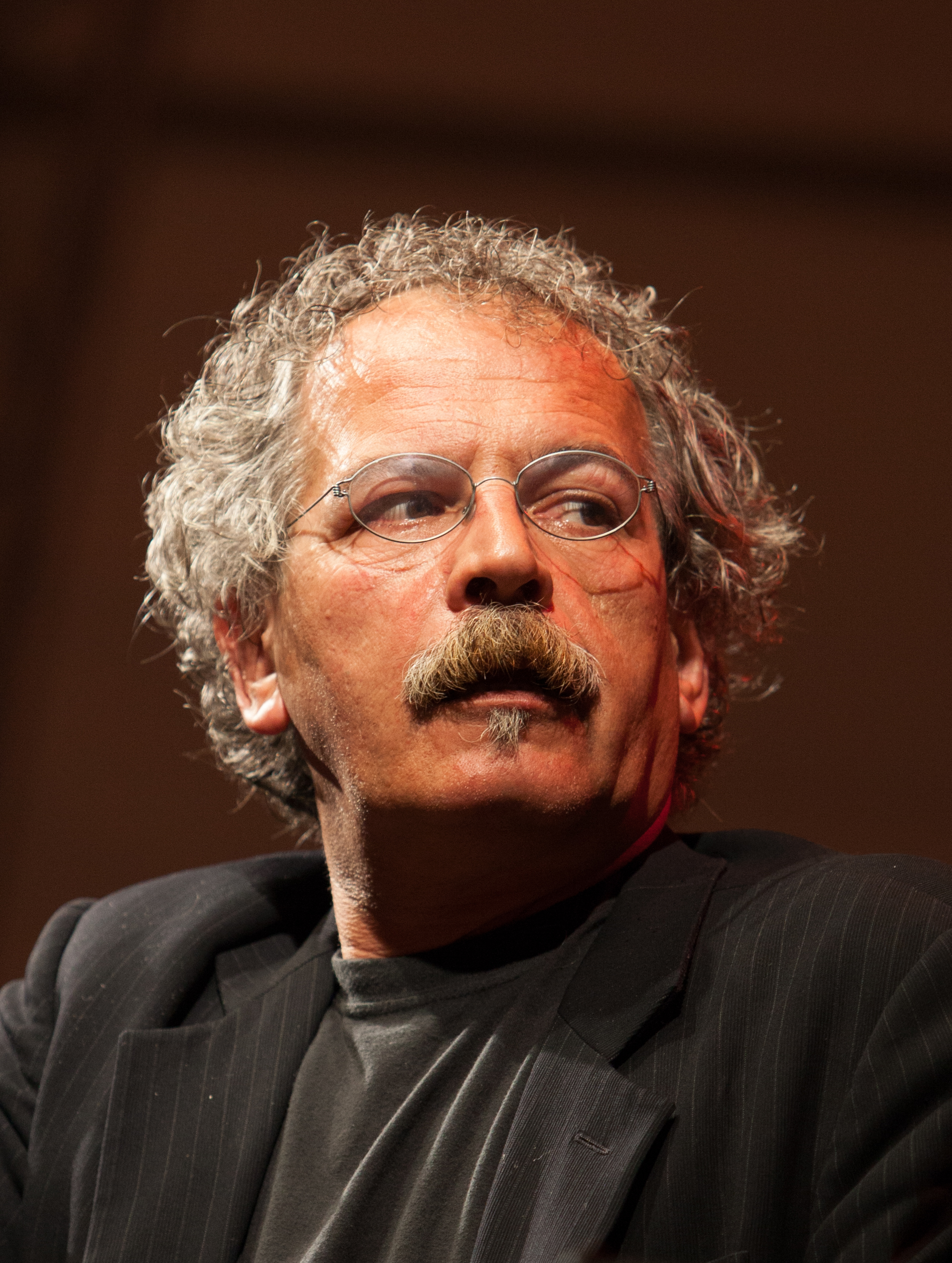
Gianmaria Testa (1958–2016)

- Testa, Giovanni (1903–1996), italienisch-schweizerischer Skilangläufer und Kantonspolitiker
- Testa, Gonzalo (* 1976), spanischer Springreiter
- Testa, Gustavo (1886–1969), italienischer Kardinal der römisch-katholischen Kirche
- Testa, Heinrich von (1807–1876), österreichischer Dolmetscher und Diplomat
- Testa, Irma (* 1997), italienische Boxerin
- Testa, Jacopo (* 1991), italienischer Windsurfer
- Testa, Karina (* 1981), französische SchauspielerinKarina Testa (* 1981)

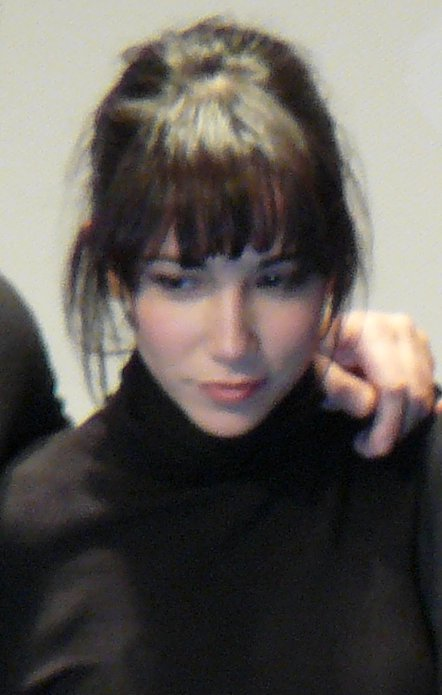
Karina Testa (* 1981)

- Testa, Manuela (* 1983), italienische Grasskiläuferin
- Testa, Pietro (1611–1650), italienischer Maler, Zeichner, Radierer und Schriftsteller
- Testa, Sebastiano (* 1964), italienisch-deutscher Fußballspieler
- Testa, Serge (* 1950), australischer Segler
- Testaferrata, Fabrizio Sceberras (1757–1843), maltesischer Kardinal der Römischen Kirche
- Testanière, Mireille (* 1949), französische Sprinterin
- Testarello della Massa, Johann Matthias († 1693), deutscher Historiker und Domherr zu Sankt Stephan in Wien
- Testas, Jean-Luc (* 1961), französischer Boulespieler
- Testas, Modeste († 1870), Sklavin
- Testas, Willem de Famars (1834–1896), niederländischer Maler des Orientalismus
- Testaverde, Vinny (* 1963), US-amerikanischer American-Football-Spieler
- Teste, Didier (* 1958), französischer Comiczeichner
- Teste, Georges (* 1874), französischer Motorrad- und Automobilrennfahrer
- Testé, Nicolas (* 1970), französischer Konzert-, Lied- und Opernsänger in der Stimmlage Bariton
- Teste, Paul (1892–1925), französischer Marineflieger
- Testede, Johann († 1495), deutscher Kaufmann und Ratsherr der Hansestadt Lübeck
- Tester, Arthur (1895–1944), britischer politischer Aktivist (British Union of Facists)
- Tester, Christian (1850–1918), Schweizer reformierter Geistlicher und Schriftsteller
- Tester, Jon (* 1956), amerikanischer Politiker der Demokratischen Partei
- Tester, Ralph (1902–1998), britischer Linguist und Offizier
- Testi, Fabio (* 1941), italienischer SchauspielerFabio Testi (* 1941)

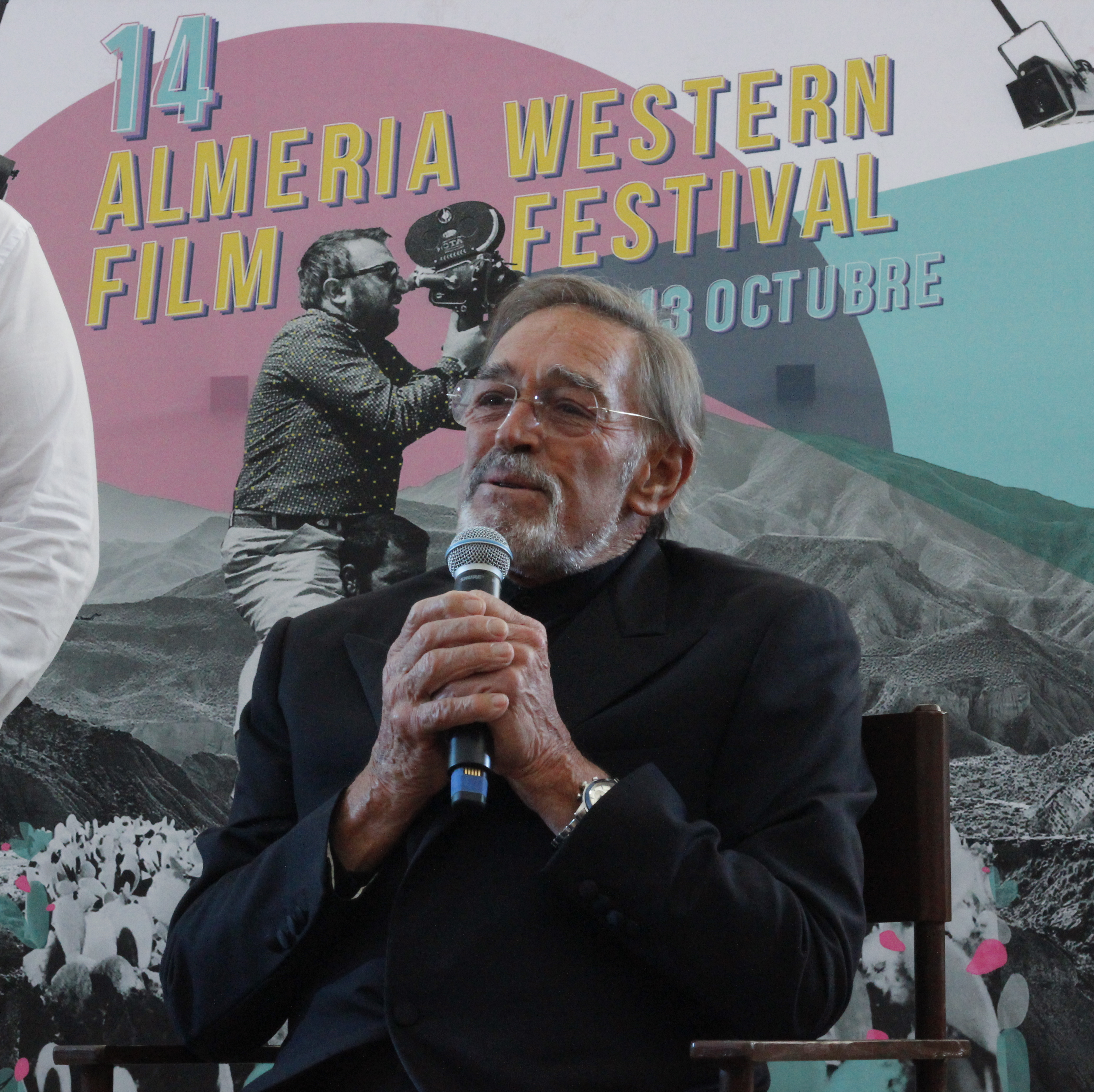
Fabio Testi (* 1941)

- Testi, Flavio (1923–2014), italienischer Komponist und Musikwissenschaftler
- Testi, Fulvio (1593–1646), italienischer Diplomat und Dichter
- Testini, Pasquale (1924–1989), italienischer Christlicher Archäologe
- Testino, Mario (* 1954), peruanischer Modefotograf
- Testo, David (* 1981), US-amerikanischer Fußballspieler
- Testoni, Claudia (1915–1998), italienische Leichtathletin
- Testor, Eva (* 1967), österreichische Kamerafrau, Filmproduzentin und Drehbuchautorin
- Testore, Carlo Giuseppe, italienischer Geigenbauer
- Testore, Luigi (* 1952), italienischer Geistlicher, römisch-katholischer Bischof von Acqui
- Testori, Carlo Giovanni (1714–1782), italienischer Musiktheoretiker und Komponist
- Testori, Imerio (1950–1976), italienischer Endurosportler
- Testot, Fred (* 1977), französischer Schauspieler und Komiker
- Testrake, John (1927–1996), US-amerikanischer Pilot
- Testroet, Pascal (* 1990), deutscher Fußballspieler
- Testu de Balincourt, Claude-Guillaume (1680–1770), französischer Adliger und Militär
- Testu de Belval, Jacques (1626–1706), französischer Geistlicher, Autor und Mitglied der Académie française
- Testu de Mauroy, Jean (1626–1706), französischer Kleriker
- Testud, Sandrine (* 1972), französische Tennisspielerin
- Testud, Sylvie (* 1971), französische SchauspielerinSylvie Testud (* 1971)

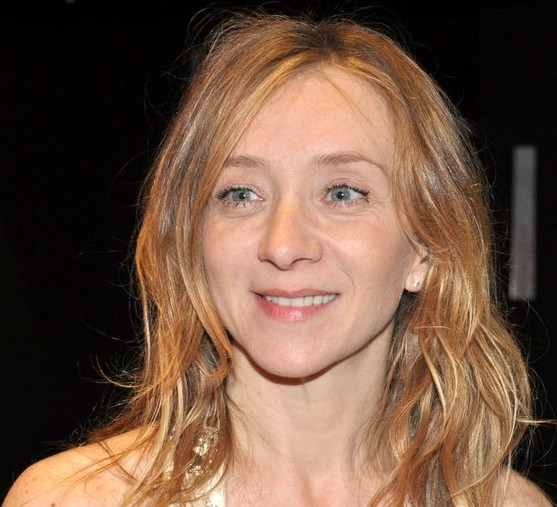
Sylvie Testud (* 1971)

- Testwuide, Mike (* 1987), südkoreanisch-kanadischer Eishockeyspieler

### Tesu
- Tesuri, María Luz (* 1993), argentinische Langstreckenläuferin